# Wapen van Alem, Maren en Kessel

Het wapen van Alem, dat volgens de HRvA ook van toepassing was op Alem, Maren en Kessel

Het officieuze wapen van Alem, Maren en Kessel, zoals de gemeente het gebruikte

Het wapen van Alem is op 16 juli 1817 bij besluit van de Hoge Raad van Adel aan de voormalige Noord-Brabantse gemeente Alem bevestigd. Op 1 januari 1821 is Alem opgegaan in de nieuw opgerichte gemeente Alem, Maren en Kessel. Deze gemeente heeft nooit een nieuw wapen aangevraagd en bij de Hoge Raad van Adel stond het wapen van Alem geregistreerd als gemeentewapen voor de nieuwe gemeente, die werd beschouwd als opvolger van Alem. De gemeente gebruikte echter tot aan de opheffing in 1958 officieus het wapen van Maren, in de kleuren van het wapen van Kessel. In 1958 werd de gemeente opgeheven. Alem kwam onder Maasdriel te vallen, Maren en Kessel onder Lith.

## Geschiedenis

### Officieel wapen (Alem)
De heilige op het wapen van Alem moet St. Odrada voorstellen, de parochieheilige van Alem en aldaar begraven. De tekenaar gebruikte een oud schependomzegel als voorbeeld, maar leverde een dusdanig onduidelijke schets aan de Hoge Raad van Adel door, dat deze in de beschrijving het in het midden liet wie de heilige moest voorstellen. Het wapen werd in rijkskleuren verleend.

### Wapen van Maren
In Maren gebruikte men niet een schependomzegel als voorbeeld hoewel dat wel voorhanden was, maar maakte men een nieuw ontwerp met een gaande leeuw. Dit wapen werd, net zoals dat van Alem, in rijkskleuren verleend.

### Officieus wapen
Na de fusie van de drie gemeenten had men een nieuw wapen moeten aanvragen. Dit is verzuimd en men gebruikte het wapen van Maren met een andere kleurstelling: zwart op zilver. Dit waren de kleuren van het wapen van Kessel. In 1949 verklaarde de toenmalige burgemeester desgevraagd dat hij de herkomst van het wapen niet kende, aangezien alle stukken tijdens de Tweede Wereldoorlog verloren waren gegaan.

## Blazoen
De beschrijving van 16 juli 1817 luidt als volgt:
In azuur een heilige met een nimbus, in de linkerhand drie bloemen en in de rechterhand een opengeslagen boek dragende, de heilige staande op een losse grond, alles van goud.
De beschrijving ontbreekt in het register en is later toegevoegd. De heraldische kleuren in het wapen zijn lazuur (blauw) en goud (geel). Dit zijn de rijkskleuren.
De beschrijving van het officieuze wapen luidt als volgt:
In zilver een gaande leeuw van sabel.

## Verwant wapen

Het wapen van Maren

Aalburg
· Aalst
· Aarle-Rixtel
· Alem 
· Alem, Maren en Kessel
· Almkerk
· Alphen en Riel
· Andel
· Baardwijk
· Bakel en Milheeze
· Beek en Donk
· Beers
· Berghem
· Berkel-Enschot
· Berlicum
· Besoyen
· Beugen en Rijkevoort
· Bladel en Netersel
· Bokhoven
· Borkel en Schaft
· Boxmeer
· Budel
· Capelle
· Chaam
· Cromvoirt
· Cuijk
· Cuijk en Sint Agatha
· De Werken en Sleeuwijk
· Den Dungen
· Deurne en Liessel
· Dieden, Demen en Langel
· Diessen
· Dinteloord (en Prinsenland)
· Dinther
· Dommelen
· Drongelen, Haagoort, Gansoijen en Doeveren
· Drunen
· Duizel en Steensel
· Dussen
· Eersel
· Eethen
· Emmikhoven en Waardhuizen
· Empel en Meerwijk
· Engelen
· Erp
· Esch
· Escharen
· Fijnaart en Heijningen
· Gassel
· Geffen
· Geldrop
· Gemert
· Genderen
· Gestel en Blaarthem
· Giessen
· Ginneken en Bavel
· Grave
· 's Gravenmoer
· Haaren 
· Halsteren
· Haps
· Haren en Macharen
· Hedikhuizen
· Heesch
· Heeswijk
· Heeswijk-Dinther
· Heeze
· Helvoirt
· Herpt
· Hoeven
· Hooge en Lage Mierde
· Hooge en Lage Zwaluwe
· Hoogeloon, Hapert en Casteren
· Huijbergen
· Kessel
· Klundert
· Landerd
· Leende
· Liempde
· Lierop
· Lieshout
· Linden
· Lith
· Luyksgestel
· Maarheeze
· Maasdonk
· Maashees en Overloon
· Made en Drimmelen
· Maren
· Meeuwen
· Megen, Haren en Macharen
· Mierlo
· Mill en Sint Hubert
· Moergestel
· Nederwetten en Eckart
· Nieuw-Ginneken
· Nieuw-Vossemeer
· Nieuwkuijk
· Nistelrode
· Nuenen en Gerwen
· Nuland
· Oeffelt
· Oerle
· Oijen en Teeffelen
· Oost-, West- en Middelbeers
· Oploo, Sint Anthonis en Ledeacker
· Ossendrecht
· Oud en Nieuw Gastel
· Oudenbosch
· Oudheusden
· Princenhage
· Prinsenbeek
· Putte
· Raamsdonk
· Ravenstein
· Reek
· Reusel
· Riethoven
· Rijsbergen
· Rijswijk
· Roosendaal en Nispen
· Rosmalen
· Sambeek
· Schaijk
· Schijndel
· Sint Anthonis
· Sint-Michielsgestel
· Sint-Oedenrode
· Soerendonk, Sterksel en Gastel
· Sprang
· Sprang-Capelle
· Standdaarbuiten
· Stiphout
· Stratum
· Strijp
· Terheijden
· Teteringen
· Tongelre
· Uden
· Udenhout
· Veen
· Veghel
· Veldhoven en Meerveldhoven
· Velp
· Vessem, Wintelre en Knegsel
· Vierlingsbeek
· Vlierden
· Vlijmen
· Vrijhoeve-Capelle
· Wanroij
· Waspik
· Werkendam
· Westerhoven
· Wijk en Aalburg
· Willemstad
· Woensel (en Eckart)
· Woudrichem
· Wouw
· Zeeland
· Zesgehuchten
· Zevenbergen